# Église Santa Margherita dei Cerchi
L’église Santa Margherita dei Cerchi  est un lieu de culte catholique situé via Santa Margherita dans le centre historique de Florence.

## Description
L'église Santa Margherita dei Cerchi est une petite église située dans le centre historique de Florence, dédiée à sainte Marguerite d'Antioche, dont le nom renvoie également à la famille de Cerchi, qui avait détenu depuis 1353 son patronage, au début avec les Donati et Adimari, puis au XVIIe siècle de façon exclusive.
L’édifice, qui est répertorié depuis 1032, a été rénové à plusieurs reprises.
L'église Santa Margherita est également considérée comme « l'église de Dante », en effet, selon la tradition il y épousa Gemma Donati. L’église était aussi fréquentée par sa bien-aimée Béatrice Portinari, dont la famille y possédait des tombeaux.
Une peinture  du XIXe siècle, située juste à droite après l'entrée, œuvre d’un peintre anglais, évoque cette rencontre.
L'hypothèse que Béatrice soit enterrée en ce lieu n’a aucun fondement, car celle-ci étant mariée avec un Donati, sa sépulture devrait être au même endroit que celle de la famille de son mari, située dans le grand cloître de la Basilique Santa Croce de Florence.
L'église Santa Margherita abrite la « vénérable société des cuisiniers » dédiée à saint Pascal Baylon, patron universel des cuisiniers, crédité de l'invention du fameux  « sabayon », et dont le tombeau se situe près du maître-autel.
L'édifice est le siège du chapitre du « Terzordine Mercedario Fiorentino », dont une stèle, en l'honneur de son fondateur Enrico Michelassi, est située sur le côté du presbytère.

## Architecture

### Extérieur
La façade de l'église Santa Margherita dei Cerchi est à  « capanna », dont le parement du mur est en blocs de pierre équerrés. En son centre  se trouve le portail avec un tympan à arc à plein cintre, surmonté par une petite marquise à double pente. En haut, se trouvent deux roses architecturales (strombati), l'une sur l'axe du portail, l'autre sur sa gauche.

### Intérieur
L'intérieur comporte une seule nef se terminant par l'abside carrée couverte par une voûte en berceau à arc surbaissé décorée à fresque. À son centre se trouve le maître-autel en pierre soutenu dans sa partie antérieure par des petites colonnes.
En arrière-plan se trouve le retable de Madonna in trono con le sante Lucia, Margherita, Agnese e Caterina d'Alessandria, une œuvre de Lorenzo di Bicci (fin XIVe début XVe siècle)

## Galerie photographique

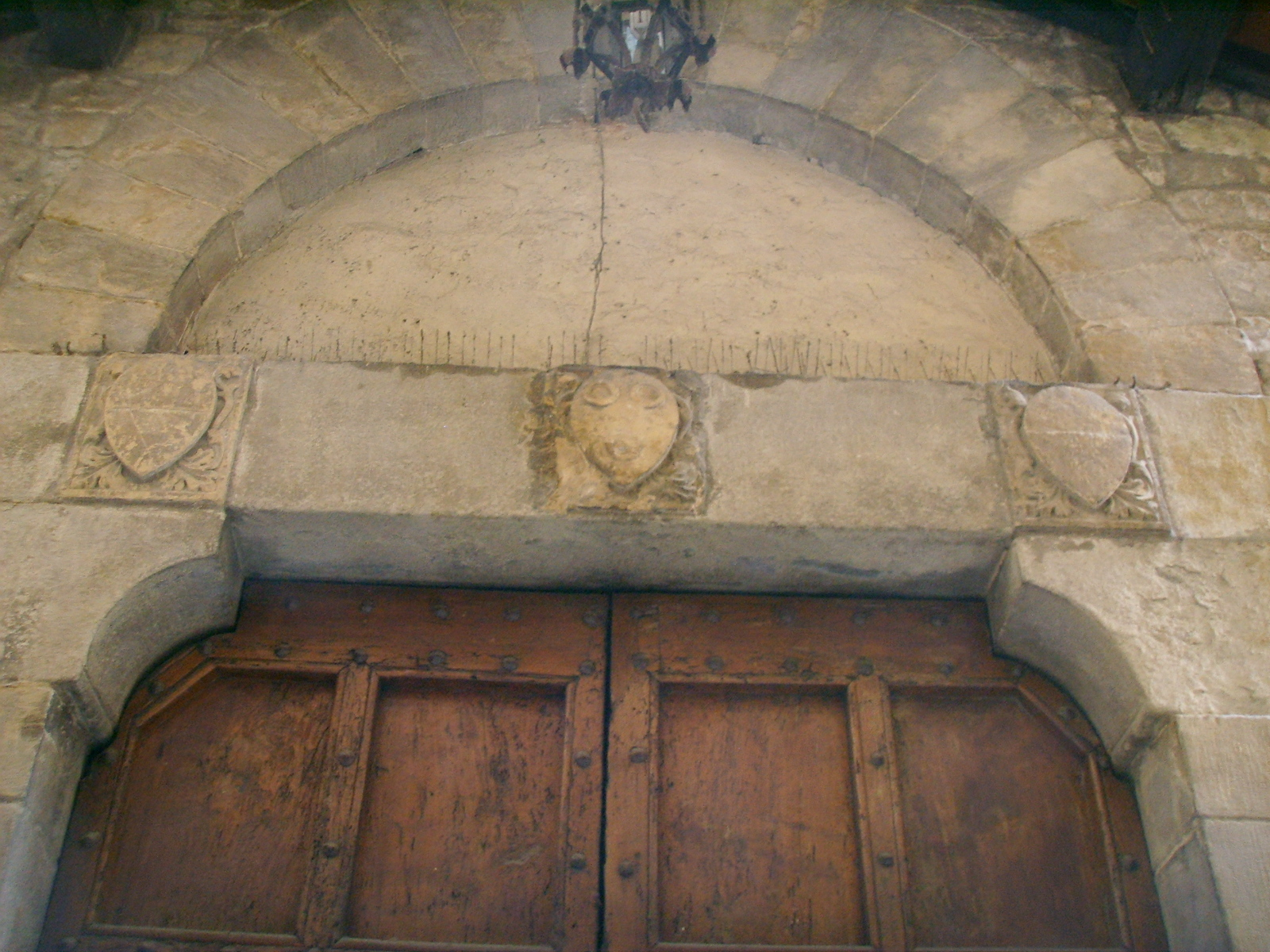
Le tympan du portail.
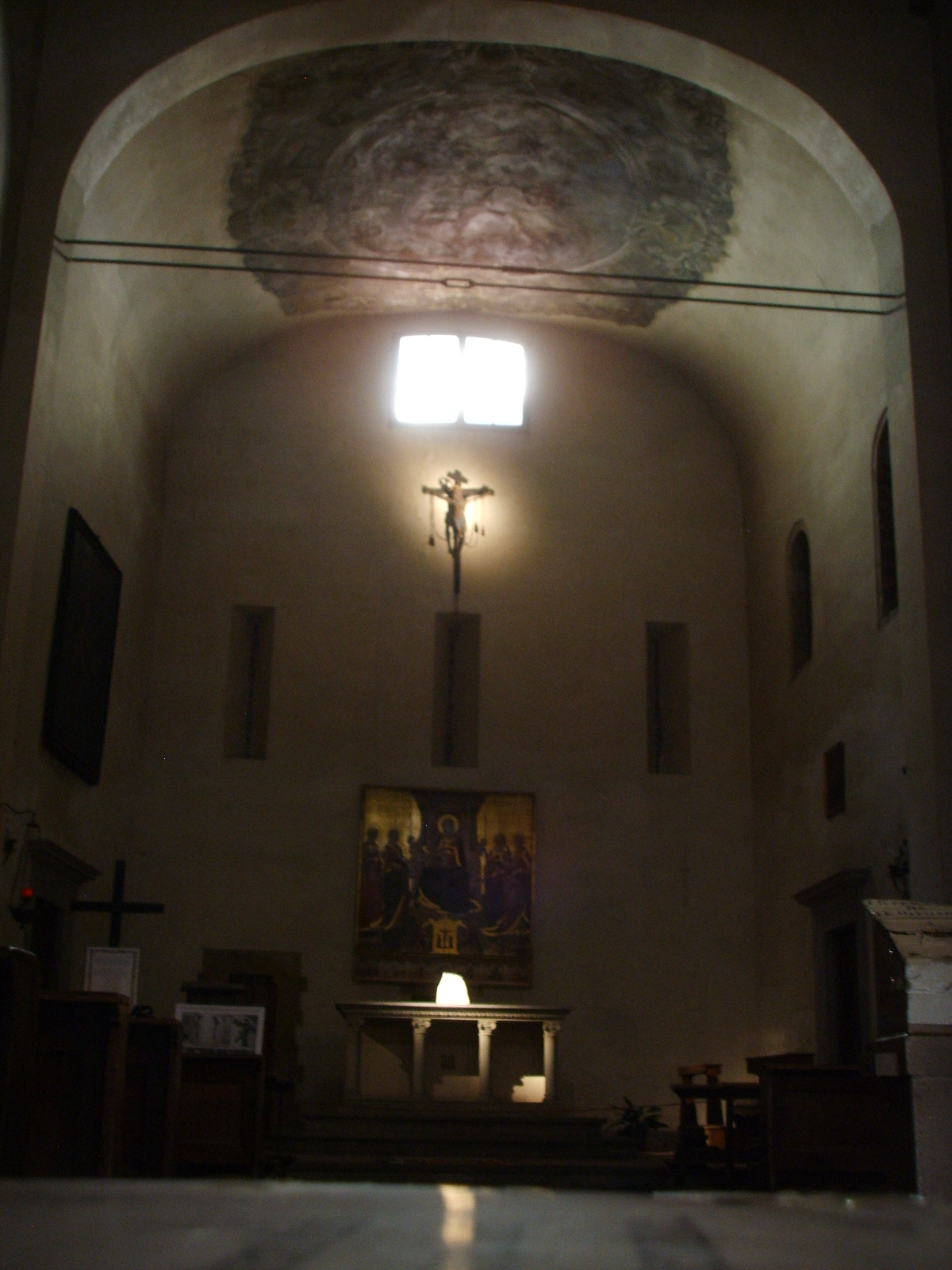
Intérieur.
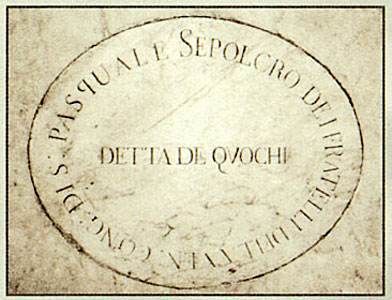
Tombeau de la Compagnia dei Quochi.
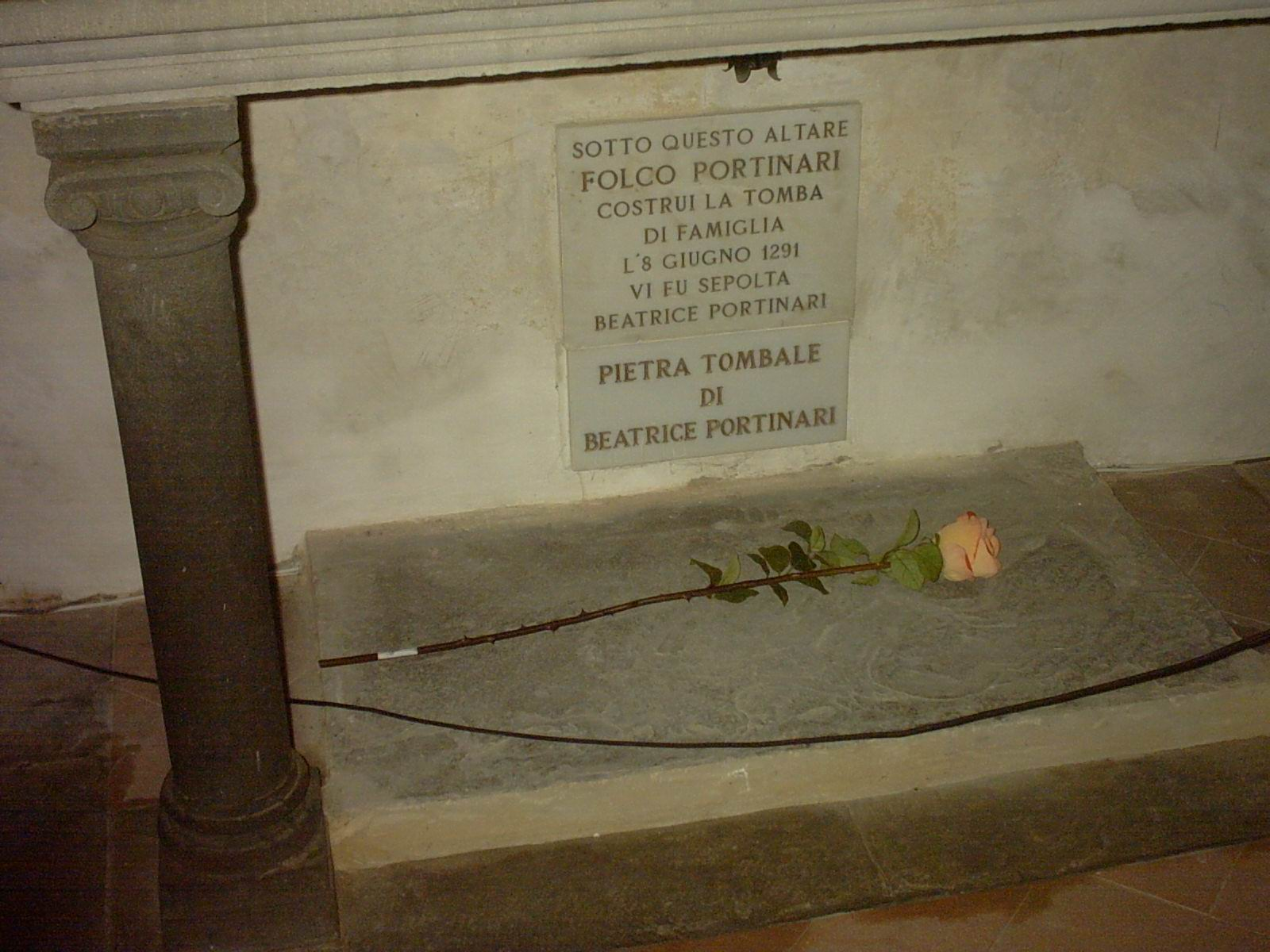
Stèle de la « fausse tombe » de Béatrice Portinari.

## Sources
- (it) Cet article est partiellement ou en totalité issu de l’article de Wikipédia en italien intitulé « Chiesa Santa Margherita dei Cerchi » (voir la liste des auteurs).